# کوه مابولاسی
کوه مابولاسی (به لاتین: Mabolasi Mountain) یک کوه در تایوان است که در Xinyi واقع شده‌است. کوه مابولاسی ۳٬۷۸۵ متر بالاتر از سطح دریا واقع شده‌است.